# ديفيد فوربس
ديفيد فوربس هو سياسي كندي، ولد في 1956. حزبياً، نشط في Saskatchewan New Democratic Party ‏. وقد انتخب عضو المجلس التشريعي من ساسكاتشوان عن دائرة Saskatoon Centre ‏ خلال فترته النيابية ‏.